# ラングス・グループ
ラングス・グループ（英: RANGS GROUP）はバングラデシュのダッカに本社を置くグループ会社である。
親会社のランコン・ホールディングスは三菱ふそうトラック・バスや三菱自動車工業、メルセデス・ベンツ、スズキ、東芝、ソニー、パナソニック等の正規取扱店である。

## 歴史
（出典：Company History）
- 1998年 - ラングス・モーターズ・リミテッドを設立。
- 2003年 - ラングス・ファーマシューティカルズ・リミテッドを設立。
- 2008年 - ランクス・リアル・エステート・リミテッドを設立。
- 2009年 - ゼスト・ポリマー・リミテッドを設立。

## 主な子会社

### 自動車部門
- ラングス・モーターズ・リミテッド（英: Rangs Motors Limited）
（マヒンドラ、東風汽車、アイシャー・モーターズの総販売代理店）
- ランクス・オート・リミテッド（英: Ranks Autos Ltd）
（東風商用車の総販売代理店）
- ランクス・コマーシャル・ビークルス・リミテッド（英: Ranks Commercial Vehicles Ltd.）
（マヒンドラ車等のノックダウン生産会社）

### 医薬品部門
- メトロフォイルズ・リミテッド（英: Metro Foils Limited）
（医薬品包装会社）
- ラングス・ファーマシューティカルズ・リミテッド（英: Rangs Pharmaceuticals Limited）
（医薬品製造会社）
- ゼスト・ポリマー・リミテッド（英: Zest Polymer Limited）
（医薬品用プラスチックボトル製造会社）

### 建設機械部門
- ランクス・コンストラクション・リミテッド（英: Ranks Construction Limited）
（中国龍工HD（英語版） 、上海依維柯紅岩等の総販売代理店）

### 不動産部門
- ランクス・リアル・エステート・リミテッド（英: Ranks Real Estate Ltd）
（不動産の設計/開発/建設事業）